# Fredrik Persson (ekonom)
Carl Fredrik Willi Persson, född 4 mars 1968, är en svensk ekonom.
Fredrik Persson är son till tidigare bankdirektören Willi Persson (född 1937) och utbildade sig till ekonom på Handelshögskolan i Stockholm 1988–92. Han arbetade på ABB Financial Services 1992–98 och på ABB-ägda Aros Securities AB 1998–2000. Han arbetade inom Axel Johnson AB från 2000, varav som verkställande direktör 2007–15. Han utsågs till ordförande i Svensk Handel 2014 och samma år till vice ordförande i Svenskt Näringsliv. Sedan den 24 mars 2017 är han ordförande för Internationella Handelskammaren i Sverige (ICC Sverige)I november 2017 utsågs han till ordförande för Svenskt Näringsliv.  Han lämnade Svenskt Näringsliv 2022 då han utsågs till ordförande för den europeiska näringslivsorganisationen BusinessEurope.